# Anni 590
Gli anni 590 sono il decennio che comprende gli anni dal 590 al 599 inclusi.

## Eventi, invenzioni e scoperte

### Europa

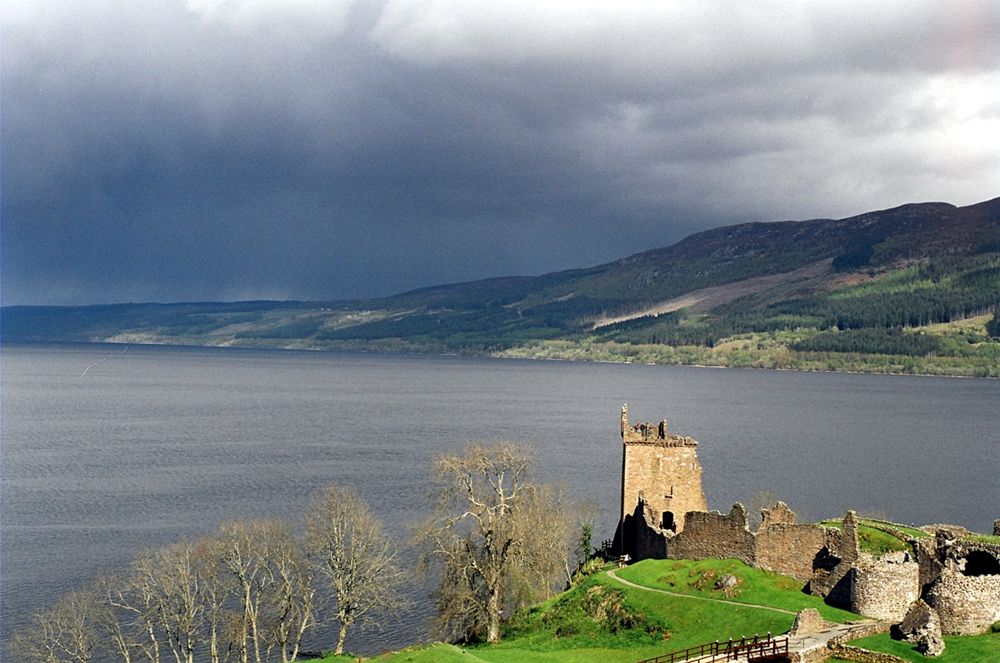
Foto del Lago Loch Ness, in Scozia

- 590: Primo avvistamento documentato di Nessie, il Mostro di Loch Ness.

#### Regno Franco
- 592: Morte di Gontrano, il suo regno viene annesso da Childeberto II. In questo momento il Regno Franco è diviso in due: il Regno di Neustria e Parigi, in mano a Clotario II, e il Regno di Austrasia e Borgogna, in mano a Childeberto II.
- 595: Muore Childeberto II, gli succede Teodorico II.

#### Regno Longobardo

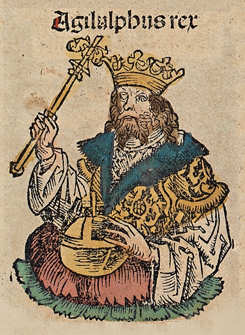
Miniatura di Agilulfo nelle Cronache di Norimberga

- 5 settembre 590: Morte di Autari. Sale al trono Agilulfo, suo lontano parente.
- 592: Agilulfo conquista Parma, Perugia e Piacenza.
- 593: Agilulfo minaccia Roma, senza però conquistarla.
- 594: Agilulfo condanna a morte Gaidulfo, duca di Bergamo, colpevole di aver causato una ribellione dei duchi contro la corona longobarda, probabilmente con l'aiuto dei bizantini.

#### Impero romano d'Oriente
- 592: In Italia vengono riconquistate  Sutri, Bomarzo, Orte, Todi, Amelia, Perugia, e Luceoli, le città principali che formavano il Corridoio Bizantino.
- 592: Perugia viene nuovamente persa.
- 593: Roma viene assediata dai longobardi, guidati dal re Agilulfo, e siccome i bizantini non furono in grado di difenderla dai nemici, il papa Gregorio I si vede costretto a pagare un tributo per cessare l'attacco.
- 599: Viene firmata una tregua con i longobardi.

#### Regno dei Visigoti
- 594: Il re Recaredo I pacifica i rapporti con i franchi.

### Altro

#### Religione
- 590: Morte di Papa Pelagio II. Diventa papa Gregorio I.
- 594: Papa Gregorio I fa convertire al cristianesimo i popoli pagani della Sicilia, che rappresentava per Roma la fonte più vicina di rifornimenti agricoli e minerari, fondamentali per la sopravvivenza della città.

## Personaggi
- Maurizio, imperatore bizantino
- Agilulfo, re dei longobardi
- Recaredo I, re dei visigoti
- Gregorio I, papa